# Taiqing (sockenhuvudort i Kina, Hunan Sheng, lat 29,88, long 111,31)
Taiqing (kinesiska: Taiqing Xiang, 太青乡) är en sockenhuvudort i Kina. Den ligger i provinsen Hunan, i den södra delen av landet, omkring 250 kilometer nordväst om provinshuvudstaden Changsha. Antalet invånare är 14 513. Befolkningen består av 7 076 kvinnor och 7 437 män. Barn under 15 år utgör 17,0 %, vuxna 15-64 år 68 %, och äldre över 65 år 14,0 %.
Runt Taiqing är det tätbefolkat, med 356 invånare per kvadratkilometer. Närmaste större samhälle är Sansheng, 9,9 km sydväst om Taiqing. I omgivningarna runt Taiqing växer huvudsakligen savannskog.
Genomsnittlig årsnederbörd är 1 697 millimeter. Den regnigaste månaden är september, med i genomsnitt 263 mm nederbörd, och den torraste är december, med 19 mm nederbörd.